# Щефан Уде
Щефан Уде (на немски: Stefan Ude) e германски бас-китарист, член на групата Гуано Ейпс. Роден е на 14 октомври 1974 г.
Неговото изпълнение на бас китарата е чисто и силно и е важно за всяка от песните; не само създава бекграунда на песента, но понякога е и по-важно от електрическата китара.